# Abandono do carvão

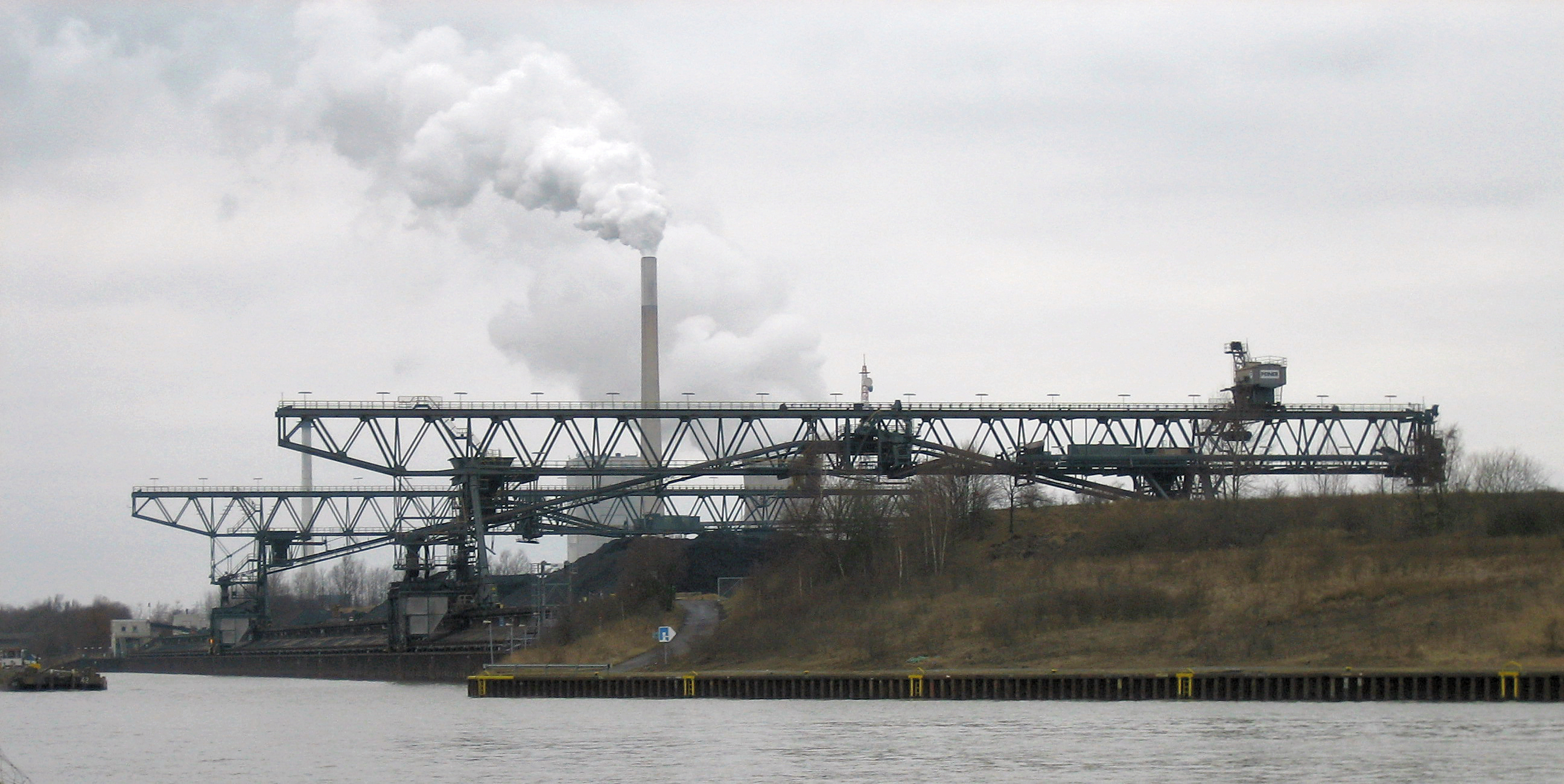
Infraestrutura do carvão: o porto para transporte de carvão e a usina carbonífera em Mehrum

Abandono do carvão é a decisão política de acabar tanto com a extração quanto com o uso do carvão.
Os motivos para o abandono do carvão se assemelham aos do abandono do petróleo: proteção ambiental, climática e da saúde (prevenção de danos à saúde pela poluição atmosférica provocada pela queima do carvão).

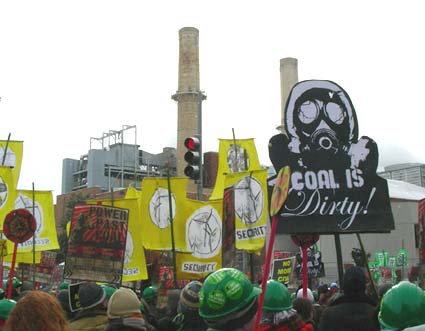
O movimento contra o carvão pede seu abandono em Washington (2009)

Atualmente o carvão é usado em larga escala para a produção de energia elétrica em usinas termoelétricas, para aquecimento e nas indústrias química, indústria siderúrgica, entre outras.
Para alcançar as metas do Acordo de Paris (2015), que consistem em limitar o aquecimento global provocado pelo homem a uma grandeza inferior a 2 °C,  o uso do carvão deve ser abandonado em todo o mundo até aproximadamente 2030.
Dados de 2015 indicam o carvão como responsável por 40,7 % da mescla de energia ao redor do mundo.

## Razões para o abandono do carvão
Consideráveis externalidades  negativas, não refletidas nos seus custos de produção, estão relacionadas ao uso do carvão. Isso significa que os custos ambientais e de saúde são pagos efetivamente pela população em geral e não pelos produtores de energia ou seus usuários, representando, portanto, custos externos. Esses abrangem especialmente o efeito estufa causado pela emissão de dióxido de carbono, assim como os danos ao meio ambiente e à saúde pela emissão de poluentes como fuligem, dióxido de enxofre e metais pesados.
Uma razão importante para o abandono do carvão é evitar um agravamento do aquecimento global e suas consequências. O carvão emite significativamente mais dióxido de carbono por kWh do que petróleo ou o gás natural, contribuindo, assim, de maneira desproporcional para as mudanças climáticas. Com a emissão de mais de 10 bilhões de toneladas de CO² em 2018, as usinas de carvão produzem aproximadamente 30% do total de emissões de dióxido de carbono relacionadas à produção de energia, que somam aproximadamente 33 bilhões de toneladas. Além disto, mais 4,5 bilhões de toneladas de CO2 são emitidas por outras formas de uso de carvão fora do setor energético.
O IPCC, Painel Intergovernamental sobre Mudanças Climáticas, recomenda a reorganização do abastecimento energético em todo o mundo de forma rápida e radical. Por isto é necessário abrir mão da energia termoelétrica a médio prazo. Os dados do IPCC dizem que, para que haja uma probabilidade superior a 50% de alcançarmos a meta de 2 °C no período de 2011 a 2050, podem ser emitidas no máximo entre 870 e 1.240 gigatoneladas de dióxido de carbono (uma gigatonelada equivale a um bilhão de toneladas). Referente às reservas, isto significa que, no contexto global, aproximadamente um terço das reservas de petróleo, metade das reservas de gás natural e mais de 80% das reservas de carvão não podem ser queimadas.

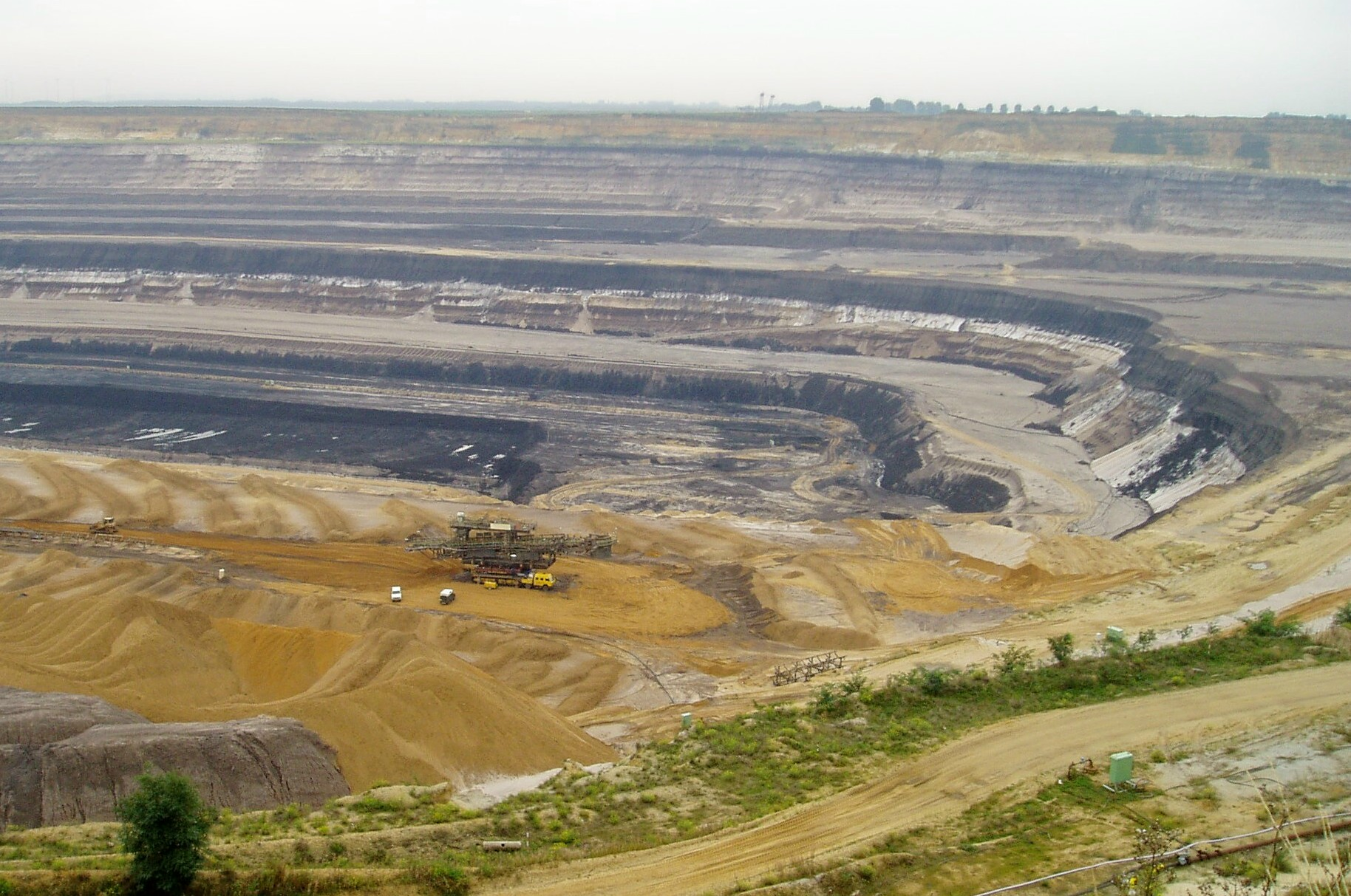
Na região carbonífera do Reno, na Alemanha, a extração de lignito provoca intervenções significativas na paisagem cultural.

Na queima de carvão também são emitidos material particulado, dióxido de enxofre, metais pesados (por exemplo arsênio e mercúrio), assim como materiais radioativos (por exemplo, urânio e tório). Em muitos lugares, especialmente na China, os poluentes emitidos contribuem significativamente para a poluição do ar e para o smog. Além disso, a extração de carvão provoca intervenções nas paisagens, mudança no nível do lençol freático, implicando assim consequências ecológicas e sociais negativas.
Estima-se que os custos externos da produção de energia termoelétrica nos EUA alcançam entre 175 e 523 bilhões de dólares por ano. Um cálculo conservador do valor médio provável de 345 bilhões de dólares aponta para custos de 17,8 centavos de dólar por kWh consumido. Nesse cálculo não estão representadas externalidades negativas, tais como efeitos ambientais pela emissão de substâncias químicas nocivas e metais pesados na natureza, eutrofização por concentração de nitrogênio, efeitos da chuva ácida e parte dos efeitos do aquecimento global.
Além disso, as empresas optam por fechar centrais de produção de energia com base no carvão por motivos econômicos e/ou outras razões.

## Alternativas
A médio e longo prazo, a infraestrutura e a produção de energia baseadas em carvão devem ser substituídas, priorizando fontes de energia não fósseis e livres de CO2 (especialmente energias renováveis). Além disso, instrumentos de política econômica devem ser usados para modelar os custos reais de uma tecnologia. Os custos externos podem ser internalizados de diversas formas: criar um imposto de carbono ou até mesmo tributar o próprio carvão são alternativas para recompor esses custos. Também é possível a introdução de um comércio internacional de emissões que funcione. Esse mecanismo existe na UE através do Regime Comunitário de Licenças de Emissão (RCLE-UE), mas é fortemente criticado por causa de sua ineficiência na política climática. Assim os preços alcançados para as licenças de emissão praticamente não oferecem incentivos para a redução das emissões. A longo prazo, tais instrumentos devem encarecer a energia de carvão, o que poderia levar ao seu abandono. Ao mesmo tempo, evitam-se prejuízos à saúde e ao meio ambiente, poupando-se assim a população.
A curto prazo, reduções de emissões podem ser alcançadas rapidamente através da troca de usinas de carvão por usinas de gás, como foi mostrado com sucesso, por exemplo, no Reino Unido. Especialmente onde há usinas de gás que são acionadas apenas raramente, uma mudança desse tipo não exige grandes prazos de antecedência. Ela pode ser implementada em curto espaço de tempo, através de decisões políticas, como o implemento de uma taxação pela emissão de CO2.  Uma amostra disso é o Reino Unido, onde em apenas um ano foi possível substituir 15% da energia carbonífera por energia gerada a gás. Desta forma anualmente podem ser economizadas 25 milhões de toneladas de emissão de CO2. Este feito foi alcançado através do implemento de um preço de CO2 de 18 libras/tonelada. Mas como com usinas de gás não é possível alcançar uma descarbonização efetiva na geração de energia, é necessário cuidar, na implementação destas medidas, que não seja retardado o desenvolvimento de tecnologias livres de CO2 e de energias renováveis. Caso contrário, o benefício esperado de proteção climática da substituição de carvão por gás seria anulado pelas emissões das usinas de gás, que funcionariam por mais tempo.
Outra alternativa é não investir em empreendimentos de carvão ou a sua retirada dos investimentos já existentes. O chamado desinvestimento em combustíveis fósseis aumentou 50 vezes no ano de 2015, segundo a empresa de consultoria dos EUA, Arabella Advisors. Especialmente fundos de pensão e investidores privados dos EUA, Grã-Bretanha e Austrália retiraram investimentos; eles remeteram o fato a riscos econômicos do uso de produtos de carvão e a maior competitividade de energias renováveis. As seguradoras AXA e Allianz, o Fundo Estatal de Pensões da Noruega e a Fundação Rockefeller  anunciaram durante o ano de 2015, não mais investir em empresas que ganham dinheiro com carvão. Segundo o website 350.org (link em inglês) outras empresas participam do desinvestimento. Também 36 cidades dos EUA, 13 cidades australianas, as cidades de Münster, Oslo, Oxford (GB), Boxtel (NL), Dunedin (NZL) e outras anunciaram não querer investir mais em carvão. A Allianz anunciou em maio de 2018, dentre outras coisas, não oferecer mais seguros individuais para usinas de carvão e para a extração de carvão.

## Países e Instituições
O uso do carvão está aumentando significativamente em todo o mundo. O fator dominante aqui foi o aumento da procura de energia devido ao crescimento econômico (que se deu com maior força no período de 1999-2011 do que na época de 1971-1999). Em segundo lugar, com relevância mais ou menos constante, fica a explosão demográfica mundial. Além disso, registrou-se um aumento significativo da proporção de  carvão no mix energético no período de 1999-2011, principalmente por conta do aumento de seu uso nos países asiáticos em desenvolvimento e nos de rápido crescimento. Isso também inclui o aumento das emissões devido ao deslocamento da produção de mercadorias com elevado nível de emissões de poluentes para esses países.
Na 41.ª reunião de cúpula do G7, os sete países industrializados acordaram abandonar completamente as energias fósseis até o final do século. Ao mesmo tempo, o boom global do carvão, que tinha prevalecido até recentemente, perdeu força. Desde 2010, apenas um terço das centrais eléctricas a carvão previstas foram efetivamente construídas, dois terços dos projetos foram interrompidos ou abandonados. Além disso, os grandes investidores começaram a se retirar da atividade carbonífera.
Em novembro de 2017, na Conferência das Nações Unidas sobre Alterações Climáticas, em Bonn, foi apresentada a Global Alliance to Power Past Coal, uma iniciativa internacional empenhada no abandono mundial do carvão. Quando foi fundada, era composta por cerca de 20 países, incluindo Canadá, Grã-Bretanha, Itália, França e México. O objetivo é limitar o aquecimento global a uma grandeza nitidamente inferior a 2 °C. Para tanto, os países industrializados teriam de abandonar o carvão até cerca de 2030 e o resto do mundo até 2050.

## Consequências
Estratégias como o abandono a longo prazo da produção de energia a partir do carvão ou sua tributação poderiam resultar na diminuição do valor das empresas cujos modelos de negócio o têm como base. A longo prazo, as aplicações de investidores institucionais, como nos fundos de pensões na indústria do carvão, poderão estar associadas a um risco maior do que os analistas hoje frequentemente assumem. As empresas de mineração muitas vezes incluem reservas de carvão e recursos minerais não subsidiados como ativos fixos em seus balanços. Se esse carvão já não fosse consumido, como parte de um abandono da tecnologia, esses itens teriam de ser desvalorizados.
Consequentemente, alguns investidores retiraram ou reduziram significativamente o financiamento de projetos no setor carbonífero. O Banco Mundial e o Banco Europeu de Investimento, por exemplo, só participam do financiamento de projetos no setor do carvão em casos excepcionais.